# Музей Наварры (Памплона)
Музей Наварры — учреждение правительства Наварры, которое было основано в 1956 году. Располагается на улице Санто-Доминго в старом городе Памплоны. Фасад музея и входящая в музей часовня датируются XVI веком.

## Здание музея
Здание музея располагается на месте бывшего госпиталя Нуэстра Сеньора де ла Мисерикордия, основанного в XVI веке, от которого сохранились только парадный вход основного здания и интерьер часовни.
Фасад 1556 года работы Хуана де Вильярреаля и Мартина де Аскарате — это единственный сохранившийся в Памплоне образец гражданской Архитектуры Возрождения. Он представляет из себя интерпретацию классической триумфальной арки с богатым орнаментальным репертуаром, типичным для стиля платереско.
Боковой вход, который ведёт в часовню, имеет фасад в форме алтарного украшения XVII века, происходящего из церкви, которая находилась на улице Майор, напротив церкви Сантьяго в Пуэнте-ла-Рейна. Сама часовня была создана Хуаном де Анчета в готическо-ренессансном стиле между 1547 и 1550 годами. Сегодня часовня является частью музея и используется как аудитория.
В 1932 году деятельность госпиталя была перенесена в здание Госпиталя Наварры. В 1952 году под руководством Хосе Йарноса Ларросы начались работы по переустройству здания в музей, в результате которых от постройки времён ренессанса почти ничего не сохранилось.
В 1986 году архитекторы Хорди Гарсес и Энрик Сориа произвели преобразование для модернизации и реорганизации музея. Согласно реорганизации, демонстрируются только самые важные предметы, с тем, чтобы было доступно больше места для их осмотра. Предполагалось с помощью включения актового зала, зала временных выставок и других услуг придать музею более публичный характер. Коллекция была упорядочена в хронологической последовательности, с новым залом для доисторических объектов, расположенным под садом, римскими мозаиками на первом этаже и всем остальным на четырёх этажах.

## Музейный фонд

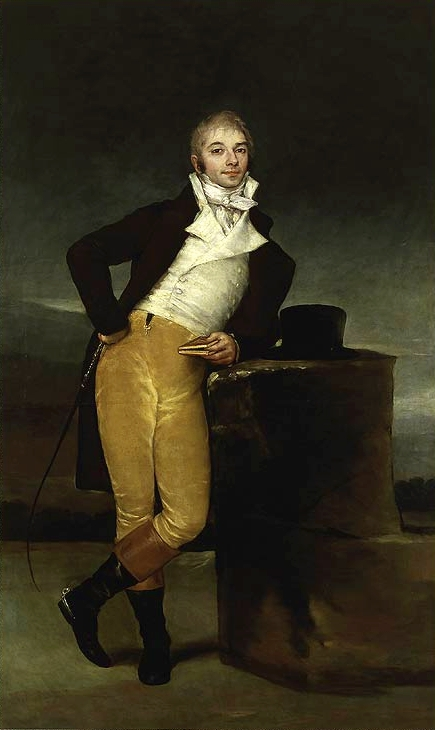
Портрет маркиза Сан Адриана — один из самых известных экспонатов музея

Коллекция музея Наварры образована из фондов, собранных «Комиссией исторических и культурных памятников Наварры», которая была основана в 1844 году с целью сохранения наваррского наследия. В 1910 году фонды были выставлены в здании нынешней Счётной палаты Наварры, где с целью народного просвещения открылся первый музей. С 1940 года работу Комиссии продолжило «Учреждение принца де Виана», созданное с целью защиты, реставрации и исследования художественного и археологического наследия Наварры. С 1956 года коллекция размещается в нынешнем здании Музея Наварры на северо-востоке старого города.

## Отличительные экспонаты
- Карта из Абаунтц, барельеф на камне времён Палеолита
- Римская мозаика из Анделоса с фрагментом темы Триумф Бахуса
- Римская мозаика с римской виллы «Рамалете» (Тудела)
- Римские капители из древнего собора в Памплоне
- Шкатулка из Лейре, искусная работа исламского искусства 1004 года
- Готические стенные росписи Хуана Оливера
- Одноцветные стенные росписи, посвящённые битвам императора Карла V с протестантами
- Портрет маркиза Сан Адриана работы Франсиско Гойи